# 反思主義
反思主義亦稱詮釋主義，是政治科學的研究途徑之一，屬於實然論的一種，故為後實證主義的分流之一，該研究途徑通常會和特別相關的主題一同研究，包含女性主義、後現代主義以及批判理論，反思主義學者將行為歸因於有意識下，經過自由意志的選擇。該研究途徑目前面臨最大的挑戰就是意圖成為國際關係學界中的第三條主流論述，國際關係首要的論述是現實主義與歷史主義，第二大的主流論述是自由主義以及理想主義，而此反思主義強調對事件的解釋而非量化的數據經驗，因為反思主義認為那些強而有力的學說是無法解釋社會規範的，然而這才是真的對人們有直接影響的力量，這代表了建構主義(學習理論)也是反思主義的研究項目之一，另一方面政治學者並不是十分認同反思主義作為國際關係學界中的第三條論述（因為社會建構主義已經佔有此地位）。

## 批評
對反思主義最大的批評力量，主要是知識論者主張難以和實證主義有所分別，近十年以來政治科學已經漸漸的講求實證和經驗為中心的領域的學術領域，而反思主義也拒絕批判主義作為一種研究途徑，因為他們難以做為一種和外界接軌的研究方法，然而批判主義對美國的政治學界實在影響太大了，以至於反思主義並不在美國流行，特別是那些專研歐洲與第三世界國家的學者。